# Dialog Semiconductor
Dialog Semiconductor est une entreprise d'origine allemande spécialisée dans les semi-conducteurs, dont le siège social est situé à Reading au Royaume-Uni.

## Histoire
En septembre 2015, Dialog Semiconductor fait une offre d'acquisition de 4,6 milliards de dollars sur Atmel, entreprise californienne présente dans plusieurs segments des semi-conducteurs. Cette offre est composée en cash et en action. À la suite de celle-ci, il est prévu que le nouvel ensemble soit détenu à 38 % par les actionnaires d'Atmel.
En janvier 2016, Atmel accepte une offre non sollicitée de Microchip de 3,42 milliards de dollars, mais composée de davantage de liquidités et moins d'échanges d'actions, et annonce son souhait de renoncer à son accord avec Dialog Semiconductor, ce qui la conduit à payer une pénalité de fin d'accord de 137 millions de dollars.
En octobre 2017, Dialog Semiconductor annonce l'acquisition pour 306 millions de dollars de Silego, une entreprise spécialisée dans l'internet des objets.
En février 2021, Renesas annonce l'acquisition de Dialog Semiconductor pour 4,9 milliards d'euros.

## Activités
- systèmes mobiles  : puces audio et de gestion de l'alimentation et systèmes d'affichage,papiers électroniques, systèmes micro-électro-mécaniques et matrices passives à diodes électroluminescentes organiques.
- systèmes de connectivité
- systèmes sur puce de contrôle et de gestion de dispositifs électroniques  destinés aux secteur automobile et industriel ;

## Principaux actionnaires
Au 18 décembre 2019:
| DWS Investment                           | 7,26% |
| Union Investment Privatfonds             | 6,15% |
| Investec Asset Management                | 5,99% |
| DWS Investments                          | 5,29% |
| Dialog Semiconductor                     | 5,16% |
| Fidelity Management & Research           | 5,12% |
| JPMorgan Asset Management                | 4,85% |
| Norges Bank Investment Management        | 3,73% |
| Tsinghua University Education Foundation | 3,63% |
| Dimensional Fund Advisors                | 3,00% |